# Zomer (Bakermat)
Zomer is een nummer van de Bakermat uit 2012. Ondanks dat het nummer in 2012 werd uitgebracht werd het door de hitlijsten pas in 2013 opgepikt.

## Hitnoteringen
| Hitlijst            | Datum van binnenkomst | Hoogste positie | Aantal weken | Laatste notering |
| ------------------- | --------------------- | --------------- | ------------ | ---------------- |
| Single Top 100      | 15-06-2013            | 21              | 14           | 14-09-2013       |
| Nederlandse Top 40  | 13-07-2013            | tip 1           |              | 24-08-2013       |
| Vlaamse Ultratop 50 | 08-06-2013            | 30              | 8            | 10-08-2013       |
| Franse Top 200      | 20-07-2013            | 60              | 21           | 07-12-2013       |

### NederlandseSingle Top 100
| Hitnotering: 15-06-2013 t/m 14-09-2013 | Hitnotering: 15-06-2013 t/m 14-09-2013 | Hitnotering: 15-06-2013 t/m 14-09-2013 | Hitnotering: 15-06-2013 t/m 14-09-2013 | Hitnotering: 15-06-2013 t/m 14-09-2013 | Hitnotering: 15-06-2013 t/m 14-09-2013 | Hitnotering: 15-06-2013 t/m 14-09-2013 | Hitnotering: 15-06-2013 t/m 14-09-2013 | Hitnotering: 15-06-2013 t/m 14-09-2013 | Hitnotering: 15-06-2013 t/m 14-09-2013 | Hitnotering: 15-06-2013 t/m 14-09-2013 | Hitnotering: 15-06-2013 t/m 14-09-2013 | Hitnotering: 15-06-2013 t/m 14-09-2013 | Hitnotering: 15-06-2013 t/m 14-09-2013 | Hitnotering: 15-06-2013 t/m 14-09-2013 | Hitnotering: 15-06-2013 t/m 14-09-2013 |
| Week:                                  | 1                                      | 2                                      | 3                                      | 4                                      | 5                                      | 6                                      | 7                                      | 8                                      | 9                                      | 10                                     | 11                                     | 12                                     | 13                                     | 14                                     |                                        |
| -------------------------------------- | -------------------------------------- | -------------------------------------- | -------------------------------------- | -------------------------------------- | -------------------------------------- | -------------------------------------- | -------------------------------------- | -------------------------------------- | -------------------------------------- | -------------------------------------- | -------------------------------------- | -------------------------------------- | -------------------------------------- | -------------------------------------- | -------------------------------------- |
| Positie:                               | 61                                     | 67                                     | 99                                     | 53                                     | 21                                     | 27                                     | 24                                     | 28                                     | 27                                     | 38                                     | 50                                     | 44                                     | 53                                     | 73                                     | uit                                    |

### VlaamseUltratop 50
| Hitnotering week 1 t/m 4: 08-06-2013 t/m 29-06-2013 Hitnotering week 5 t/m 7: 13-07-2013 t/m 27-07-2013 Hitnotering week 8: 10-08-2013 | Hitnotering week 1 t/m 4: 08-06-2013 t/m 29-06-2013 Hitnotering week 5 t/m 7: 13-07-2013 t/m 27-07-2013 Hitnotering week 8: 10-08-2013 | Hitnotering week 1 t/m 4: 08-06-2013 t/m 29-06-2013 Hitnotering week 5 t/m 7: 13-07-2013 t/m 27-07-2013 Hitnotering week 8: 10-08-2013 | Hitnotering week 1 t/m 4: 08-06-2013 t/m 29-06-2013 Hitnotering week 5 t/m 7: 13-07-2013 t/m 27-07-2013 Hitnotering week 8: 10-08-2013 | Hitnotering week 1 t/m 4: 08-06-2013 t/m 29-06-2013 Hitnotering week 5 t/m 7: 13-07-2013 t/m 27-07-2013 Hitnotering week 8: 10-08-2013 | Hitnotering week 1 t/m 4: 08-06-2013 t/m 29-06-2013 Hitnotering week 5 t/m 7: 13-07-2013 t/m 27-07-2013 Hitnotering week 8: 10-08-2013 | Hitnotering week 1 t/m 4: 08-06-2013 t/m 29-06-2013 Hitnotering week 5 t/m 7: 13-07-2013 t/m 27-07-2013 Hitnotering week 8: 10-08-2013 | Hitnotering week 1 t/m 4: 08-06-2013 t/m 29-06-2013 Hitnotering week 5 t/m 7: 13-07-2013 t/m 27-07-2013 Hitnotering week 8: 10-08-2013 | Hitnotering week 1 t/m 4: 08-06-2013 t/m 29-06-2013 Hitnotering week 5 t/m 7: 13-07-2013 t/m 27-07-2013 Hitnotering week 8: 10-08-2013 | Hitnotering week 1 t/m 4: 08-06-2013 t/m 29-06-2013 Hitnotering week 5 t/m 7: 13-07-2013 t/m 27-07-2013 Hitnotering week 8: 10-08-2013 | Hitnotering week 1 t/m 4: 08-06-2013 t/m 29-06-2013 Hitnotering week 5 t/m 7: 13-07-2013 t/m 27-07-2013 Hitnotering week 8: 10-08-2013 | Hitnotering week 1 t/m 4: 08-06-2013 t/m 29-06-2013 Hitnotering week 5 t/m 7: 13-07-2013 t/m 27-07-2013 Hitnotering week 8: 10-08-2013 |
| Week: | 1 | 2 | 3 | 4 | | 5 | 6 | 7 | | 8 | |
| --- | --- | --- | --- | --- | --- | --- | --- | --- | --- | --- | --- |
| Positie: | 44 | 30 | 34 | 35 | uit | 43 | 42 | 47 | uit | 50 | uit |